# Comprehensive Pneumology Center
Das Comprehensive Pneumology Center  (CPC) ist ein Translationszentrum für Lungenforschung in München.

## Struktur
Das CPC befindet sich auf dem Campus der Ludwig-Maximilians-Universität München (LMU) in Großhadern und ist eine Kooperation des Helmholtz Zentrums München mit der LMU, dem LMU Klinikum und den Asklepios Fachkliniken München-Gauting. Das CPC ist gleichzeitig einer von fünf Standorten des Deutschen Zentrums für Lungenforschung, das zu den von Bundesministerium für Bildung und Forschung initiierten Deutschen Zentren der Gesundheitsforschung gehört.
Das Lungenforschungszentrum wurde am 12. Juli 2010 von Bundesforschungsministerin Annette Schavan und dem bayerischen Wissenschaftsminister Wolfgang Heubisch eröffnet.
Das CPC verfügt über die erste Lungenforschungsambulanz Münchens.
Das CPC wird von einem wissenschaftlichen Leiter Oliver Eickelberg sowie von einem klinischen Leiter Jürgen Behr geleitet.
Das Comprehensive Pneumology Center wurde im 2011 im Rahmen vom Wettbewerb Deutschland – Land der Ideen als einer von 365 Orten im Land der Ideen (2006–2012) ausgezeichnet.

## Mission
Die Ziele des CPCs bestehen darin, neue Ansätze in der Früherkennung, Diagnostik und Therapie chronischer Lungenerkrankungen zu finden und zu entwickeln. Um aktuelle experimentell gewonnene Erkenntnisse der grundlagenorientierten Forschung in die medizinische Praxis überführen zu können, verfolgt das CPC einen translationalen Ansatz.